# Trani
Trani (latinski: Turenum) je jedan od tri glavna grada talijanske provincije Barletta-Andria-Trani u regiji Apulija s 55.786 stanovnika.

## Zemljopisne karakteristike
Trani je biskupski grad na jugoistoku Apeninskog poluotoka, koji leži uz obalu Jadranskog mora, udaljen 45 km sjeverozapadno od Barija.

## Povijest
Trani je naselje iz rimskihi vremena, kad se zvao Turenum. Grad je procvjetao u srednjem vijeku tijekom vladavine Normana i švapske dinastije Hohenstaufen, kao centar trgovine s Bliskim istijekom. 
Iz Tranija je potekao - 1063. Ordinamenta Maris prvi pisani zakonik o pravilima ponašanja u pomorstvu, za koji se drži da je prvi na Mediteranu.

## Znamenitosti
Historijskim srednjovjekovnim centrom grada dominiraju dvorac, kojeg je između 1233. – 1249. podigao car Svetog rimskog carstva Fridrik II. i crkva Ognisanti (Svi sveti) iz 12. st. Tu su još i Palazzo Caccetta iz 1458. i veličanstvena katedrala San Nicola Pellegrino podignuta u stilu apulijanske romanike, čiji je izgradnja započela još 1094. Nicola Pellegrino bio je mladi Grk - Peregrinus, koji je poginuo u gradu, njega je papa Urban II. proglasio svetim.

## Gospodarstvo
Trani je centar poljoprivrednog kraja, poznat po muškatnom vinu i kamenolomima.
Njegov mramoru se izvozi u Švicarsku i Njemačku.
Grad ima i nešto industrije koja proizvodi namještaj, a za lokalnu ekonomiju je važno i ribarstvo i turizam. 

## Vanjske poveznice
- Službene stranice grada (tal.)
- Trani na portalu Encyclopædia Britannica